# Samuele Mazzuchelli

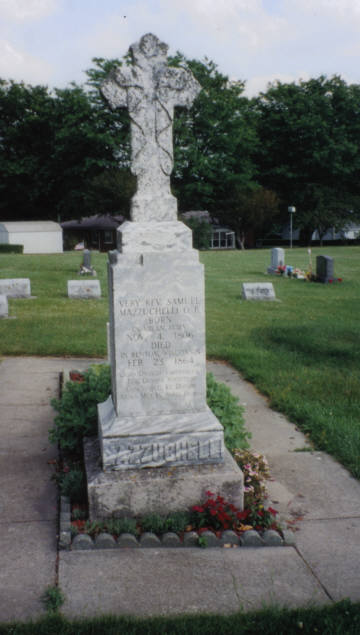
La tomba di Padre Mazzucchelli a Benton, Wisconsin

Padre Samuele Mazzuchelli (Milano, 4 novembre 1806 – Benton, 23 febbraio 1864) è stato un missionario italiano naturalizzato statunitense dell'Ordine dei Frati Predicatori, attivo nel portare la Chiesa cattolica negli Stati Uniti, in special modo nella zona di Iowa-Illinois-Wisconsin. Fa parte della generazione di missionari italiani precedente all'immigrazione di massa dall'Italia, la cui missione era rivolta in primo luogo ai nativi americani e ai primi immigrati cattolici di origine tedesca, francese o irlandese.

## Biografia
Samuele Mazzucchelli nacque nel 1806 da un'agiata famiglia milanese. Dopo aver studiato ad una scuola retta dai padri Comaschi a Lugano in Svizzera, nel 1823 all'età di 17 anni decise di unirsi all'ordine domenicano. Trascorso un breve periodo a Faenza fu mandato nel 1825 a studiare a Roma. Nel 1828 partì missionario per i territori degli Stati Uniti, raccogliendo l'appello dell'allora vescovo dell'Ohio e del Michigan, Edward Fenwick, a svolgere la propria azione pastorale tra i nativi americani e i coloni cattolici residenti in quell'area.
Mazzucchelli si stabilì dapprima a Cincinnati per imparare la lingua e acclimatarsi al nuovo ambiente. Ordinato sacerdote nel 1830, cominciò a viaggiare nell'area vastissima della diocesi, vivendo per 5 anni tra le tribù indiane del Wisconsin e del Michigan settentrionale, promuovendo la loro cultura, difendo i loro diritti di fronte ai soprusi del governo federale e pubblicando per loro libri di preghiera nelle loro lingue.
Mazzucchelli si spostò quindi nella regione dell'odierno Iowa, costruendo chiese e fondando parrocchie e scuole nella zona specie tra i coloni irlandese che anglicizzavano il suo cognome per assonanza in "Matthew Kelly".
Nonostante la sua missione non lo mettesse in contatto con i propri compatrioti, Mazzucchelli mantenne un rapporto molto stretto con l'Italia. Fu lettore e ammiratore di Alessandro Manzoni e aderì ai principi del cattolicesimo liberale che vedevano con favore il processo risorgimentale e la separazione tra Stato e Chiesa, i cui effetti egli vedeva realizzati negli Stati Uniti. In occasione di un suo breve ritorno in patria nel 1844, pubblicò un resoconto biografico delle proprie attività (Memorie di un missionario apostolico) nel quale espresse la sua ammirazione per il modello americano dei rapporti tra Stato e Chiesa.
Tornato in America, Mazzucchelli proseguì la sua opera missionaria, fondando nel 1847 a Sinsinawa la congregazione domenicana delle suore del Santo Rosario. Nel 1848 stabilì la St. Clara Academy (ora Dominican University).
Mazzucchelli morì nel 1864, per una breve e improvvisa malattia respiratoria dovuta all'esposizione al freddo clima durante una visita agli ammalati.